# Silvio Baracchini
Silvio Sergio Baracchini (Genova, 28 agosto 1950) è un ex pallanuotista italiano, vincitore di una medaglia d'argento alle olimpiadi di Montréal 1976 e di una medaglia d'oro ai mondiali del 1978. Ha inoltre conquistato un bronzo ai mondiali di Cali 1973 ed un bronzo agli europei di Jönköping 1977. Ha indossato le calottine del Sori, del Nervi e della Rari Nantes Camogli.